# Fugusuchus
Fugusuchus is een geslacht van uitgestorven Archosauriformes, waarschijnlijk het meest basale lid van de familie Erythrosuchidae. Het geslacht is bekend van een enkel fossiel uit de Heshanggou-formatie uit het midden van het Vroeg-Trias in Shanxi, China. Het gedeeltelijke skelet bestaat uit een onvolledige schedel, delen van de rechtervoorpoot en een intercentrum. Het skelet, het holotype GMB V 313, bevindt zich momenteel in het Geologisch Museum van China in Peking.
De typesoort is Fugusuchus hejiapensis. De geslachtsnaam verwijst naar het arrondissement Fugu waar het fossiel gevonden werd nabij Gaoshiya.
Fugusuchus was een middelgrote archosauriform. Hij heeft een lange en relatief lage schedel, in tegenstelling tot de hogere, meer puntige schedels van verwante geslachten als Erythrosuchus. Bij Fugusuchus strekt de tandenrij van de bovenkaak zich naar achteren uit tot onder de oogkas. Dit kenmerk onderscheidt hem van meer geavanceerde erythrosuchiden als Garjainia en Erythrosuchus, waarbij tanden alleen aanwezig zijn in het gebied vóór de oogkas.